# 아산 세심사 불설대보부모은중경판
아산 세심사 불설대보부모은중경판(牙山 洗心寺 佛說大報父母恩重經板)은 대한민국 충청남도 아산시 세심사에 있는 불경 경판이다. 2002년 8월 10일 충청남도의 유형문화재 제167호로 지정되었다.

## 개요
불설대보부모은중경은 줄여서 ‘부모은중경’이라고 부르기도 하는데 이 경은 중국에서 만들어진 위경(僞經)으로 알려져 있으며, 당(唐)나라 밀종(密宗)의 ‘우란분경소(盂蘭盆經疏)’ 등에 인용되어 있는 것으로 보아 상당히 오래전부터 전승되어온 경전으로서 우리나라에 전래된 시기는 잘 알 수 없으나 고려초기에 상당히 많이 유통된 것으로 알려져 있고 현재 약 40여종의 「부모은중경」이 도서관 등에 보존되어 있으나 〈세심사 본(洗心寺 本)〉은 보이지 않고 있다.
아산 세심사 불설대보부모은중경판은 목판 13판으로 판심제(板心題)가 「은(恩)」자(字)로 부모은중경(父母恩重經)의 약자(略字)를 표시하였다.
권수(卷首)에서 부처님이 뼈 무더기에 예배하는 장면을 비롯하여 부모의 10가지 은혜와 부모의 어려움 8가지, 보은의 방법, 지옥에 관한 장면 등 21장면의 변상도(變相圖)가 새겨져 있다.
발문에는 ‘명종 18년에 비구(比丘) 성회(性會)가 어릴 적 돌아가신 부모를 위해 화주(化主)하여 판각하고, 70부를 찍어 배부’한 내용 등이 있고, 권말에는 경판 제작에 참여한 기술자와 시주자 이름이 기록되어 있고 경판을 통하여 세심사의 옛 이름은 신심사(神心寺)이었음을 확인할 수 있다.
아산 세심사 불설대보부모은중경판은 현존하는 불설대보부모은중경판 중 가장 오래된 것으로서 발문과 권말 등의 내용을 통하여 볼 때, 조선 명종 18년(1563)에 제작된 경판으로서 당시의 세심사와 관련된 여러 가지 정황을 기록하고 있는 등 불교사 및 불교경전 연구에 있어서 학술적으로 귀중한 자료로 평가된다.

## 참고 자료
- 아산 세심사 불설대보부모은중경판 - 국가유산청 국가유산포털